# Laguna Madre
Koordinaten: 26° 32′ 26″ N, 97° 22′ 46″ W

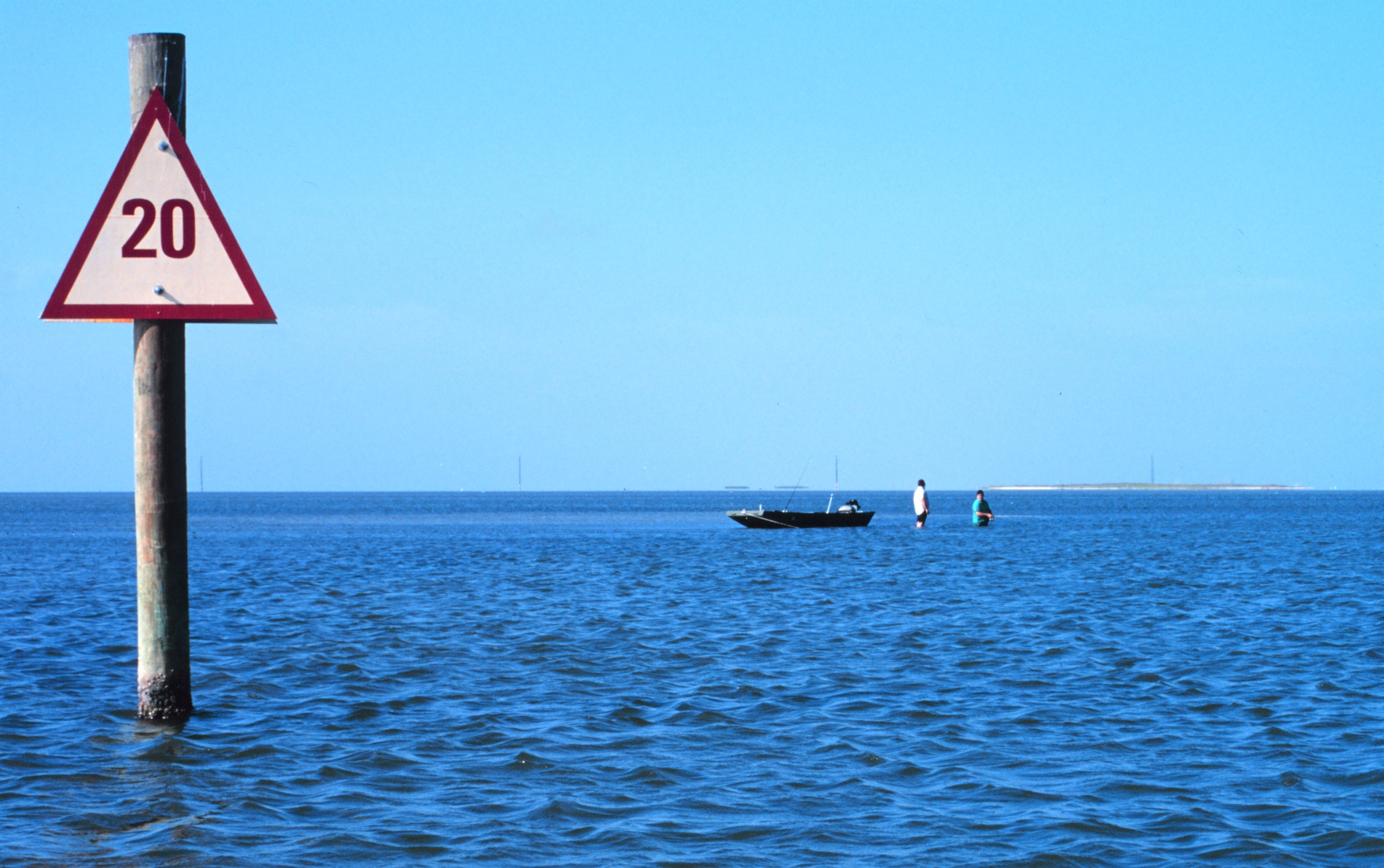
Zwei Fischer auf einer Untiefe in der Laguna Madre

Die Laguna Madre ist eine lange, flache Bucht entlang der westlichen Küste des Golfs von Mexiko in den Vereinigten Staaten. Die Bucht ist 209 Kilometer lang und bedeutet aus dem Spanischen übersetzt Mutter Lagune. Der Gulf Intracoastal Waterway verläuft durch die ganze Bucht.

## Geographie
In den USA grenzt die Bucht im Westen an Texas und im Osten an die Insel Padre Island. Sie erstreckt sich von Corpus Christi im Norden bis nach Port Isabel im Süden.  Die Laguna Madre ist eine sehr flache Bucht mit einer maximalen Tiefe von 0,9 Metern.

## Ökologie
Die Laguna Madre ist eine der wichtigsten Lebensräume an der amerikanischen Küste. Viele verschiedene Fische, Zugvögel, Meeresschildkröten und sogar Wildkatzen leben hier. Im April 2005 erklärte die mexikanische Regierung die Bucht sowie die Mündung des Rio Grande zur Natural Protected Area, die eine Fläche von 5700 km² einnimmt.